# عقدة الجريسي
عقدة الجريسي، من القلاع الأثرية في بلدة رغبة بالمملكة العربية السعودية.

## سبب التسمية
بنى العقدة علي الجريسي لذلك نُسبت إليه، فيُقال عقدة الجريسي، ومما يدلل على ذلك قول عبد الله بن محمد الجريسي :

## القلعة والتاريخ
بُنيت قلعة عقدة الجريسي في النصف الثاني من القرن الثاني عشر الهجري، وذكرها ابن بشر في تاريخه حين حاصر مبارك بن عدوان وجماعته علي الجريسي وجماعته، وكان قد تحصن في العقدة ولم يستطيعوا اقتحامها لقوة تحصينها.، وكان علي الجريسي قد بنى قلعته المشهورة باسم العقدة قبيل عام 1171هـ، وأتخذها مقراً لإمارته على بلدة رغبة والتي أكتسبت تأييد الإمام محمد بن سعود آل سعود حيث كانت حصناً من حصون الدعوة آنذاك، وبعد هزيمة مبارك بن عدوان فر إلى محافظة المجمعة عند رئيسها حمد بن عثمان طالباً منه النصرة ضد أهل حريملاء، وأستطاع أن يحشد حوله الرجال وتوجه صوب حريملاء ونزل في ماء الفقير قرب بلدة رغبة وبقوا فيها أياماً، وحين علموا بقرب الإمام عبدالعزيز بن محمد بن سعود خارت قواهم ونزلوا رغبة وحاصروا علي الجريسي في قلعته، وصرموا النخيل وهو الجو المعروف، وقُتل راضي ابن مهنا بن عبيكة، وخذل أهل الحزم التي يسكنها العرينات الجريسي وجماعته.
- تولى خالد بن علي الجريسي إمارة رغبة بعد والده الذي أشتهر بالبسالة والشجاعة، ومما يدل على ذلك قولهم:

وقد كان خالد موالياً للإمام عبدالله بن سعود، وقد أصاب رغبة بعض الأحداث حين قصدها الأتراك، وحين رأى أهاليها أن لا طاقة لهم بمواجهتهم تركوها، مما شجع الأتراك على تخريبها وهدم العقدة حيث لم يبق منها سوى الأطلال.

## الطراز المعماري والقلعة
تتخذ قلعة عقدة الجريسي شكل المربع، وتبلغ مساحتها 5000م وطولها 70 م، وقد بنيت بعروق الطين، ويبلغ سمك جدرانها من مترين فأكثر، ويتكون الجدار من ثلاثة جدر متباعدة المسافة يملى ما بينها رمل بهدف الحماية، وفي أركان القلعة توجد أربعة أبراج دائرية الشكل فيها فتحات لمراقبة الأعداء، وللعقدة باب عرضه ثلاثة أمتار ويُفتح من ناحية الغرب، وقد بُنيت بيوت داخل القلعة، وفي وسطها بئر صغيرة مربعة الشكل وطويت بالحجارة حتى تؤمن من بداخلها من الماء، وأما جهة الغرب حفرة العقدة وهو المكان الذي تُمارس فيه عمليات البيع والشراء، وقد خُربت هذه القلعة في أواخر النصف النصف الأول من القرن الثالث عشر الهجري على يد حسين بك.

## صور

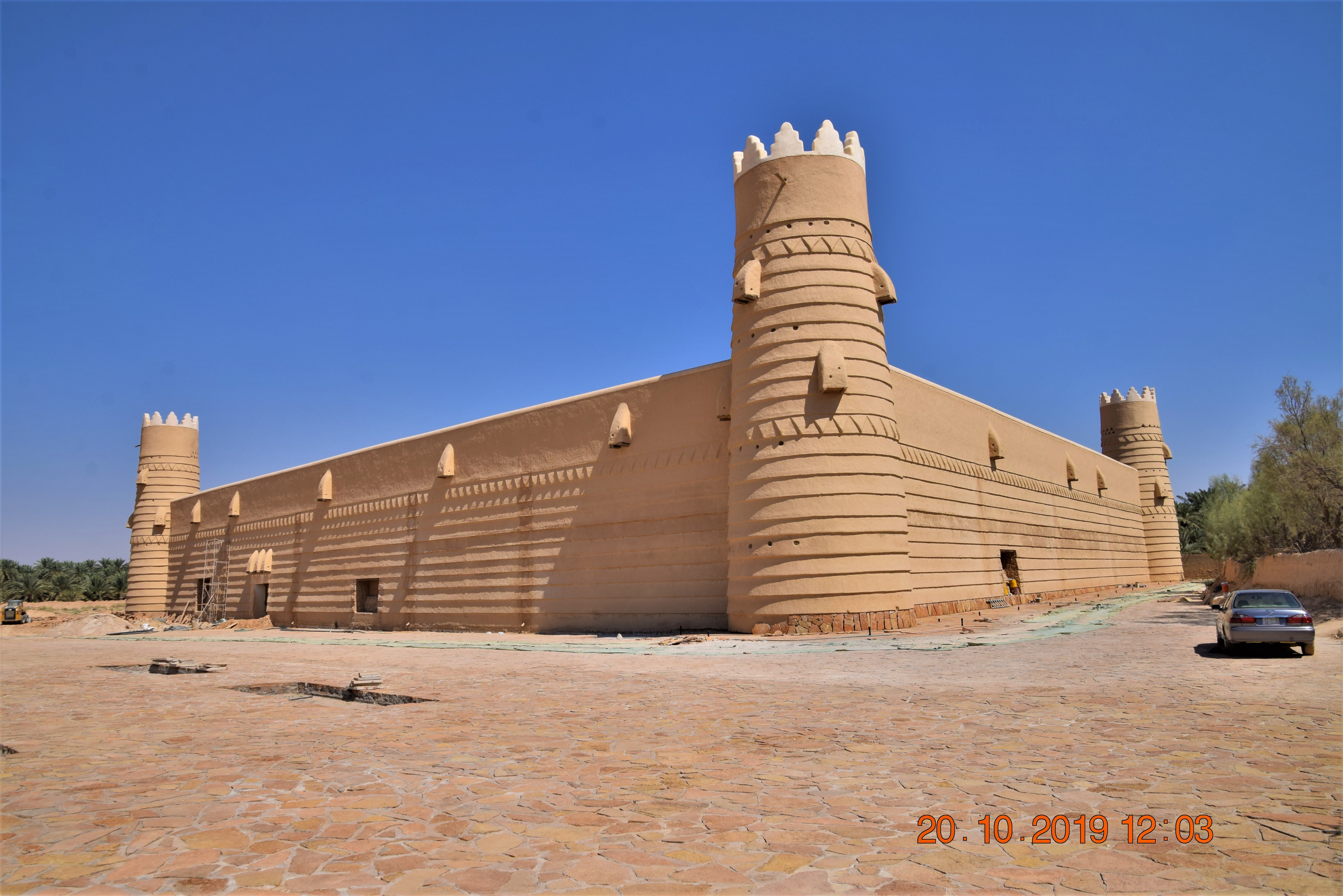
صورة حديثة
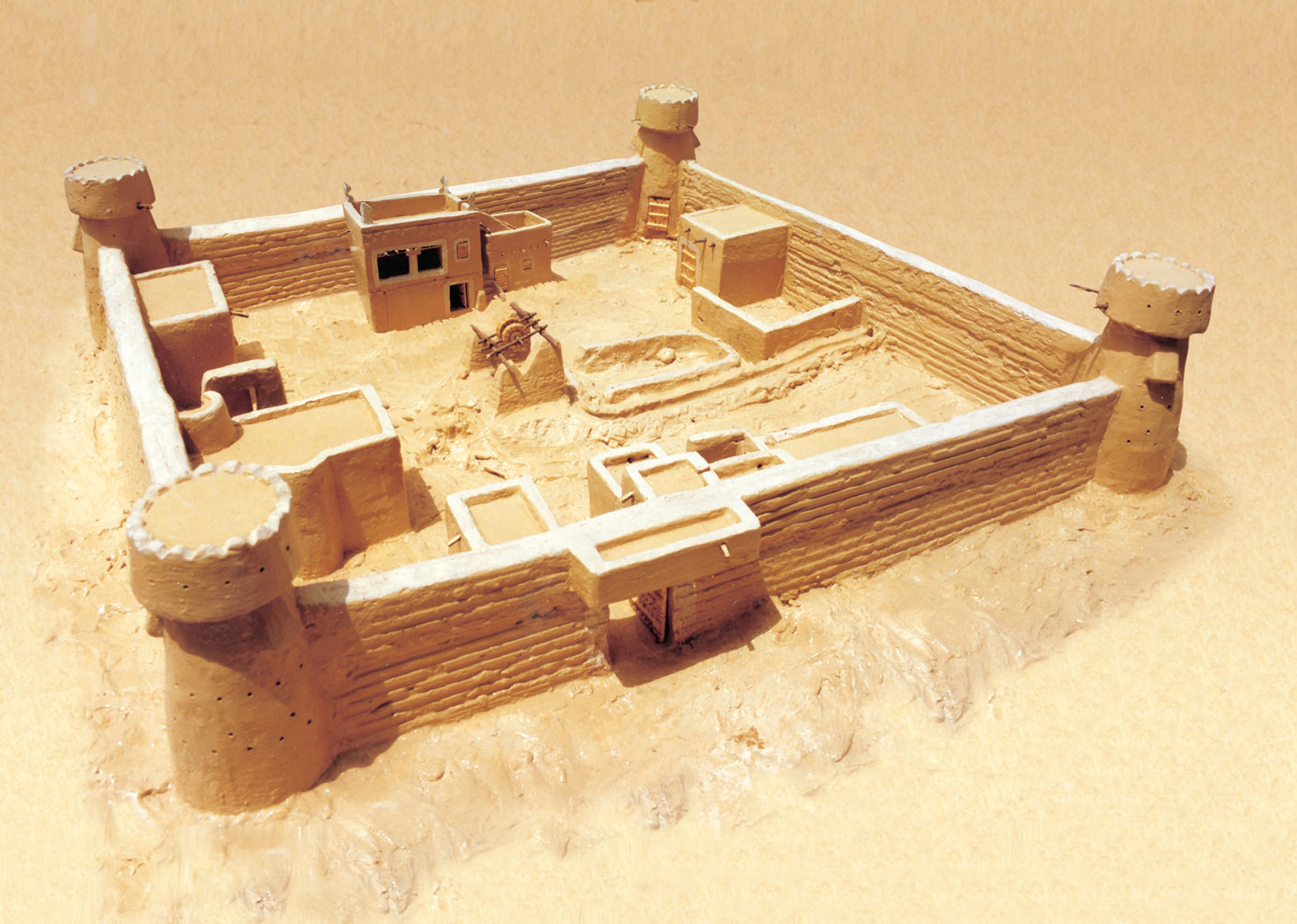
مجسم
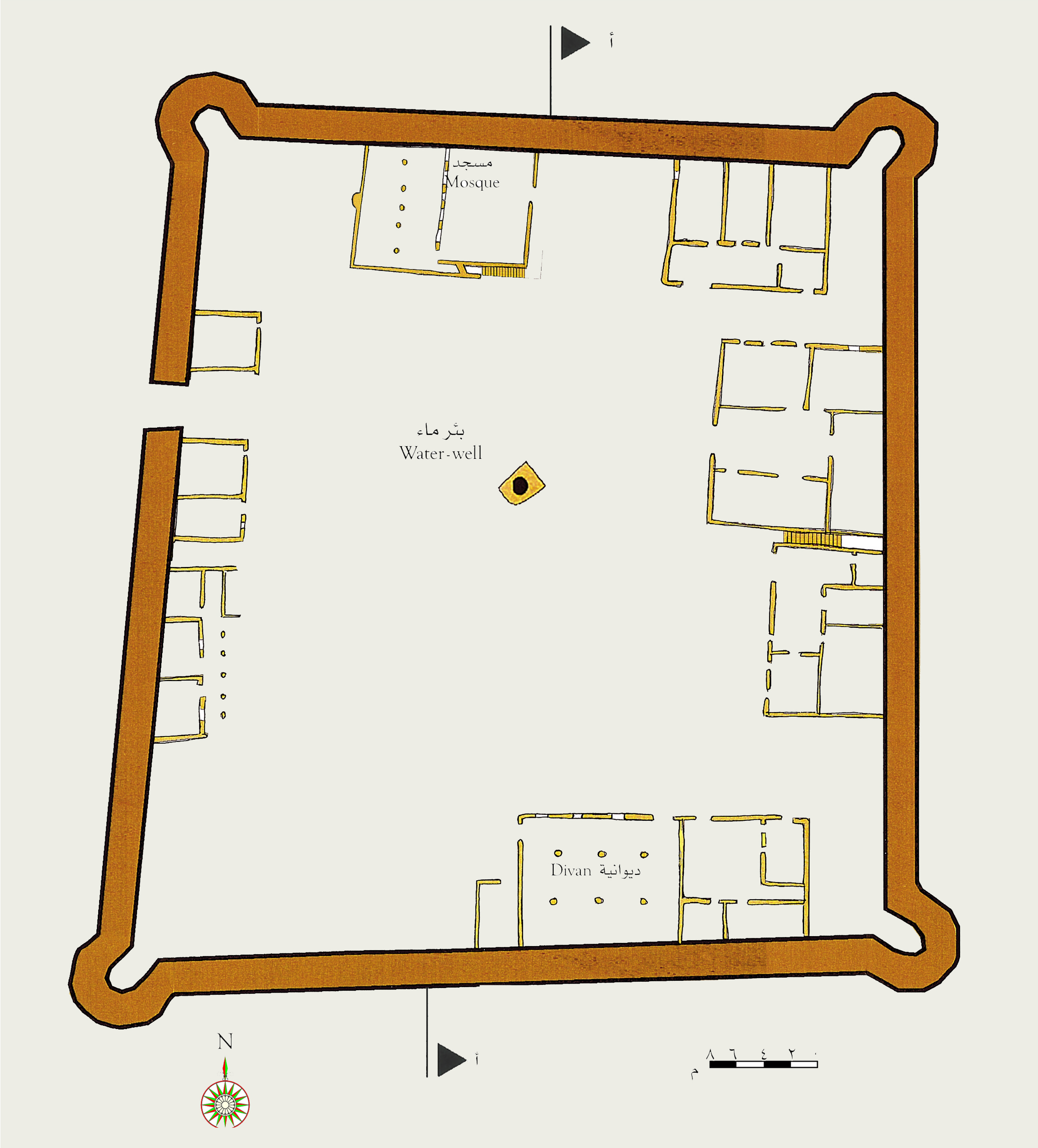
مسقط
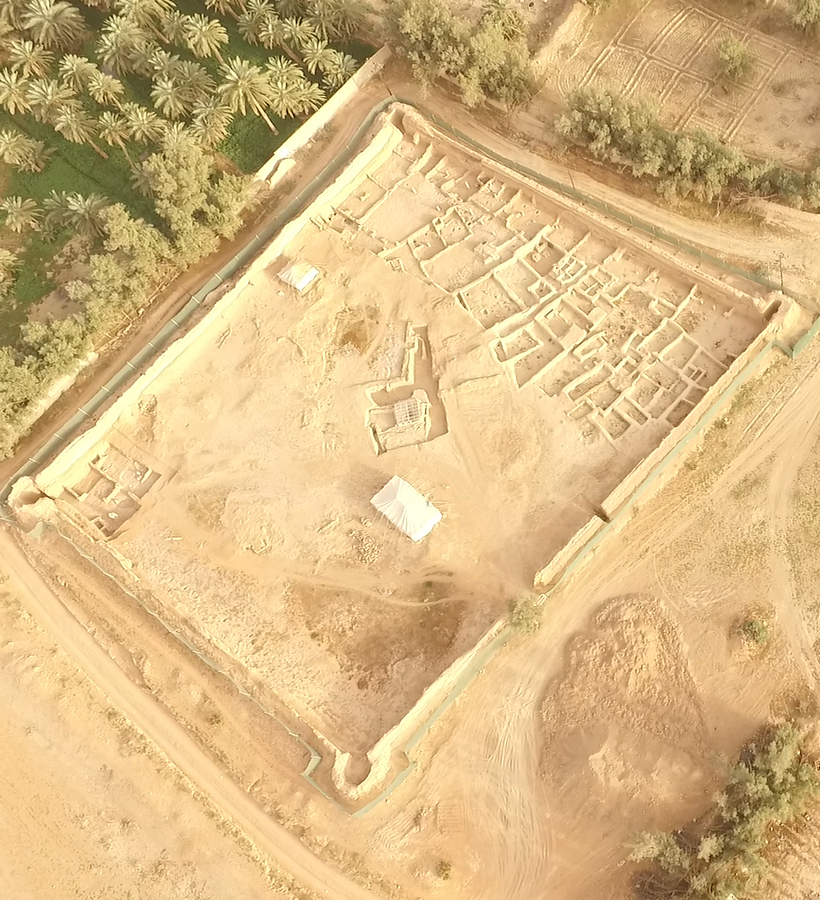
صورة جوية

## الأسر التي سكنت العقدة
سكنت فيها العديد من الأسر منها:
- الجريسي
- آل هويمل
- آل جديد
- النامي[4]

## انظر ايضاً
- بلدة رغبة
- قلعة عيرف

## وصلات خارجية
- عُقْدَةُ الجُرَيْسِيّ.